# Fakara
Fakara est une commune rurale du Niger, du département de Boboye, région de Dosso. Elle a pour localité principale le village de Kobédey.

## Géographie
La localité principale de Kobédey est située à 53 km à l'ouest du chef-lieu départemental Birni N'Gaouré.
|          | Kouré   | N'Gonga        |
| Kollo    | Fakara  | Birni N'Gaouré |
| Kirtachi | Fabidji |                |

## Histoire
La commune rurale de Fakara instaurée en 2002, est issue de la partie nord-ouest du canton de Birni N'Gaouré-Boboye.

## Population
Lors du recensement général de 2012, la population communale est relevée à 19 077 habitants. La localité de Kobédey compte 1 804 habitants en 2012.

## Localités
La commune s'étend sur 15 villages, 22 hameaux et 5 camps à l'ouest du département de Boboye.

## Services et infrastructures
- Centre de Santé Intégré (CSI) à Kobédey[5].
- Collège d'enseignement général (CEG) à Kobédey.
- Centre de formation des métiers (CFM) à Kodo.